# National Football League 1982
La stagione NFL 1982 fu la 63ª stagione sportiva della National Football League, la massima lega professionistica statunitense di football americano. La finale del campionato, il Super Bowl XVII, si disputò il 30 gennaio 1983 al Rose Bowl di Pasadena, in California e si concluse con la vittoria dei Washington Redskins sui Miami Dolphins per 27 a 17. La stagione iniziò il 12 settembre 1982 e si concluse con il Pro Bowl 1983 che si tenne il 6 febbraio a Honolulu.
La stagione fu caratterizzata da uno sciopero dei giocatori che durò 57 giorni e che stravolse l'abituale formula del torneo. La stagione regolare venne ridotta a sole 9 giornate dalle 16 previste, vennero ignorate le posizioni all'interno delle Division ed i play-off vennero disputati secondo un classico tabellone a 16 squadre nel quale il seed venne assegnato selezionando le migliori otto squadre in classifica di ogni Conference.
Nella stessa stagione i Raiders vinsero la causa che li vedeva opposti sin dal 1980 alla lega riguardante il loro trasferimento da Oakland a Los Angeles e poterono così cambiare la loro denominazione. Sempre in questa stagione i Minnesota Vikings trasferirono il loro campo di casa dal Metropolitan Stadium di Bloomington al Metrodome di Minneapolis.

## Modifiche alle regole
- Venne stabilito di modificare la sanzione conseguente a un face mask involontario da parte di un difensore da 5 yards e primo down a solo 5 yards.
- Venne deciso di ridurre la penalità per calcio, o spinta illegale della palla da 15 a 10 yards.
- Venne deciso di abbandonare il sistema di numerazione per gli arbitri adottato nel 1979 legato alla posizione sul campo per tornare al sistema originale che prevedeva numeri assegnati individualmente. Inoltre l'indicazione della posizione sulle spalle degli arbitri assunse una forma abbreviata con due lettere invece che per esteso.

## Stagione regolare
La stagione regolare si svolse in 9 giornate invece delle 16 previste a causa di uno sciopero dei giocatori che costrinse la lega a ridurre il calendario, iniziò il 12 settembre 1982 e terminò il 3 gennaio 1983. Venne ignorato il sistema delle Division e le classifiche vennero stilate per Conference.

### Risultati della stagione regolare
- V = Vittorie, S = Sconfitte, P = Pareggi, PCT = Percentuale di vittorie, PF = Punti Fatti, PS = Punti Subiti
- La qualificazione ai play-off è indicata in verde (tra parentesi il seed)

| AFC                      |   |   |   |     |     |     |
| Squadra                  | V | S | P | PCT | PF  | PS  |
| (1) Los Angeles Raiders  | 8 | 1 | 0 | 889 | 260 | 200 |
| (2) Miami Dolphins       | 7 | 2 | 0 | 778 | 198 | 131 |
| (3) Cincinnati Bengals   | 7 | 2 | 0 | 778 | 232 | 177 |
| (4) Pittsburgh Steelers  | 6 | 3 | 0 | 667 | 204 | 146 |
| (5) San Diego Chargers   | 6 | 3 | 0 | 667 | 288 | 221 |
| (6) New York Jets        | 6 | 3 | 0 | 667 | 245 | 166 |
| (7) New England Patriots | 5 | 4 | 0 | 556 | 143 | 157 |
| (8) Cleveland Browns     | 4 | 5 | 0 | 444 | 140 | 182 |
| Buffalo Bills            | 4 | 5 | 0 | 444 | 150 | 154 |
| Seattle Seahawks         | 4 | 5 | 0 | 444 | 127 | 147 |
| Kansas City Chiefs       | 3 | 6 | 0 | 333 | 176 | 184 |
| Denver Broncos           | 2 | 7 | 0 | 222 | 148 | 226 |
| Houston Oilers           | 1 | 8 | 0 | 111 | 136 | 245 |
| Baltimore Colts          | 0 | 8 | 1 | 56  | 113 | 236 |

| NFC                       |   |   |   |     |     |     |
| Squadra                   | V | S | P | PCT | PF  | PS  |
| (1) Washington Redskins   | 8 | 1 | 0 | 889 | 190 | 128 |
| (2) Dallas Cowboys        | 6 | 3 | 0 | 667 | 226 | 145 |
| (3) Green Bay Packers     | 5 | 3 | 1 | 611 | 226 | 169 |
| (4) Minnesota Vikings     | 5 | 4 | 0 | 556 | 187 | 198 |
| (5) Atlanta Falcons       | 5 | 4 | 0 | 556 | 183 | 199 |
| (6) Saint Louis Cardinals | 5 | 4 | 0 | 556 | 135 | 170 |
| (7) Tampa Bay Buccaneers  | 5 | 4 | 0 | 556 | 158 | 178 |
| (8) Detroit Lions         | 4 | 5 | 0 | 444 | 181 | 176 |
| New Orleans Saints        | 4 | 5 | 0 | 444 | 129 | 160 |
| New York Giants           | 4 | 5 | 0 | 444 | 164 | 160 |
| San Francisco 49ers       | 3 | 6 | 0 | 333 | 209 | 206 |
| Chicago Bears             | 3 | 6 | 0 | 333 | 141 | 174 |
| Philadelphia Eagles       | 3 | 6 | 0 | 333 | 191 | 195 |
| Los Angeles Rams          | 2 | 7 | 0 | 222 | 200 | 250 |

## Play-off
I play-off si disputarono eccezionalmente, per via dello sciopero durante la stagione regolare, con la formula del tabellone ad eliminazione diretta a 16 squadre. Il primo turno si disputò l'8 e il 9 gennaio 1983, il secondo il 15 e 16 gennaio e le semifinali (i Conference Championship Game) il 22 e il 23 gennaio. Il Super Bowl XVII si disputò il 30 gennaio al Rose Bowl di Pasadena.

### Incontri
|  | Ottavi di finale | Ottavi di finale | Ottavi di finale |              |    | Quarti di finale | Quarti di finale | Quarti di finale |  |  | Conference Championship | Conference Championship | Conference Championship |  |  | Super Bowl XVII | Super Bowl XVII | Super Bowl XVII |  |
|  |                  |                  |                  |              |    |                  |                  |                  |  |  |                         |                         |                         |  |  |                 |                 |                 |  |
|  | 6                | N.Y. Jets        | 44               |              |    |                  |                  |                  |  |  |                         |                         |                         |  |  |                 |                 |                 |  |
|  | 6                | N.Y. Jets        | 44               |              |    |                  |                  |                  |  |  |                         |                         |                         |  |  |                 |                 |                 |  |
|  | 3                | Cincinnati       | 17               |              |    |                  |                  |                  |  |  |                         |                         |                         |  |  |                 |                 |                 |  |
|  | 3                | Cincinnati       | 17               |              | 6  | N.Y. Jets        | 17               |                  |  |  |                         |                         |                         |  |  |                 |                 |                 |  |
|  |                  |                  |                  |              | 6  | N.Y. Jets        | 17               |                  |  |  |                         |                         |                         |  |  |                 |                 |                 |  |
|  |                  |                  | 1                | L.A. Raiders | 14 |                  |                  |                  |  |  |                         |                         |                         |  |  |                 |                 |                 |  |
|  | 8                | Cleveland        | 1                | L.A. Raiders | 14 | 10               |                  |                  |  |  |                         |                         |                         |  |  |                 |                 |                 |  |
|  | 8                | Cleveland        |                  |              |    |                  |                  |                  |  |  |                         |                         |                         |  |  |                 |                 |                 |  |
|  | 1                | L.A. Raiders     | 27               |              |    |                  |                  |                  |  |  |                         |                         |                         |  |  |                 |                 |                 |  |
|  | 1                | L.A. Raiders     | 27               |              | 6  | N.Y. Jets        | 0                |                  |  |  |                         |                         |                         |  |  |                 |                 |                 |  |
|  |                  |                  |                  |              |    |                  |                  |                  |  |  |                         |                         |                         |  |  |                 |                 |                 |  |
|  |                  |                  | 2                | Miami        | 14 |                  |                  |                  |  |  |                         |                         |                         |  |  |                 |                 |                 |  |
|  | 5                | San Diego        | 2                | Miami        | 14 | 31               |                  |                  |  |  |                         |                         |                         |  |  |                 |                 |                 |  |
|  | 5                | San Diego        |                  |              |    |                  |                  |                  |  |  |                         |                         |                         |  |  |                 |                 |                 |  |
|  | 4                | Pittsburgh       | 28               |              |    |                  |                  |                  |  |  |                         |                         |                         |  |  |                 |                 |                 |  |
|  | 4                | Pittsburgh       | 28               |              | 5  | San Diego        | 14               |                  |  |  |                         |                         |                         |  |  |                 |                 |                 |  |
|  |                  |                  |                  |              | 5  | San Diego        | 14               |                  |  |  |                         |                         |                         |  |  |                 |                 |                 |  |
|  |                  |                  | 2                | Miami        | 34 |                  |                  |                  |  |  |                         |                         |                         |  |  |                 |                 |                 |  |
|  | 7                | New England      | 2                | Miami        | 34 | 13               |                  |                  |  |  |                         |                         |                         |  |  |                 |                 |                 |  |
|  | 7                | New England      |                  |              |    |                  |                  |                  |  |  |                         |                         |                         |  |  |                 |                 |                 |  |
|  | 2                | Miami            | 28               |              |    |                  |                  |                  |  |  |                         |                         |                         |  |  |                 |                 |                 |  |
|  | 2                | Miami            | 28               |              | A2 | Miami            | 17               |                  |  |  |                         |                         |                         |  |  |                 |                 |                 |  |
|  |                  |                  |                  |              |    |                  |                  |                  |  |  |                         |                         |                         |  |  |                 |                 |                 |  |
|  |                  |                  | N1               | Washington   | 27 |                  |                  |                  |  |  |                         |                         |                         |  |  |                 |                 |                 |  |
|  | 6                | Saint Louis      | N1               | Washington   | 27 | 16               |                  |                  |  |  |                         |                         |                         |  |  |                 |                 |                 |  |
|  | 6                | Saint Louis      |                  |              |    |                  |                  |                  |  |  |                         |                         |                         |  |  |                 |                 |                 |  |
|  | 3                | Green Bay        | 41               |              |    |                  |                  |                  |  |  |                         |                         |                         |  |  |                 |                 |                 |  |
|  | 3                | Green Bay        | 41               |              | 3  | Green Bay        | 26               |                  |  |  |                         |                         |                         |  |  |                 |                 |                 |  |
|  |                  |                  |                  |              | 3  | Green Bay        | 26               |                  |  |  |                         |                         |                         |  |  |                 |                 |                 |  |
|  |                  |                  | 2                | Dallas       | 37 |                  |                  |                  |  |  |                         |                         |                         |  |  |                 |                 |                 |  |
|  | 7                | Tampa Bay        | 2                | Dallas       | 37 | 17               |                  |                  |  |  |                         |                         |                         |  |  |                 |                 |                 |  |
|  | 7                | Tampa Bay        |                  |              |    |                  |                  |                  |  |  |                         |                         |                         |  |  |                 |                 |                 |  |
|  | 2                | Dallas           | 30               |              |    |                  |                  |                  |  |  |                         |                         |                         |  |  |                 |                 |                 |  |
|  | 2                | Dallas           | 30               |              | 2  | Dallas           | 17               |                  |  |  |                         |                         |                         |  |  |                 |                 |                 |  |
|  |                  |                  |                  |              |    |                  |                  |                  |  |  |                         |                         |                         |  |  |                 |                 |                 |  |
|  |                  |                  | 1                | Washington   | 31 |                  |                  |                  |  |  |                         |                         |                         |  |  |                 |                 |                 |  |
|  | 5                | Atlanta          | 1                | Washington   | 31 | 24               |                  |                  |  |  |                         |                         |                         |  |  |                 |                 |                 |  |
|  | 5                | Atlanta          |                  |              |    |                  |                  |                  |  |  |                         |                         |                         |  |  |                 |                 |                 |  |
|  | 4                | Minnesota        | 30               |              |    |                  |                  |                  |  |  |                         |                         |                         |  |  |                 |                 |                 |  |
|  | 4                | Minnesota        | 30               |              | 4  | Minnesota        | 7                |                  |  |  |                         |                         |                         |  |  |                 |                 |                 |  |
|  |                  |                  |                  |              | 4  | Minnesota        | 7                |                  |  |  |                         |                         |                         |  |  |                 |                 |                 |  |
|  |                  |                  | 1                | Washington   | 21 |                  |                  |                  |  |  |                         |                         |                         |  |  |                 |                 |                 |  |
|  | 8                | Detroit          | 1                | Washington   | 21 | 7                |                  |                  |  |  |                         |                         |                         |  |  |                 |                 |                 |  |
|  | 8                | Detroit          |                  |              |    |                  |                  |                  |  |  |                         |                         |                         |  |  |                 |                 |                 |  |
|  | 1                | Washington       | 31               |              |    |                  |                  |                  |  |  |                         |                         |                         |  |  |                 |                 |                 |  |

### Vincitore
| Vincitori del Super Bowl XVII Washington Redskins 3º titolo (1º Super Bowl) |

## Premi individuali
| MVP della NFL                 | Mark Moseley, Placekicker, Washington    |
| Allenatore dell'anno          | Joe Gibbs, Washington                    |
| Giocatore offensivo dell'anno | Dan Fouts, Quarterback, San Diego        |
| Difensore dell'anno           | Lawrence Taylor, Linebacker, N.Y. Giants |
| Rookie offensivo dell'anno    | Marcus Allen, Running Back, L.A. Raiders |
| Rookie difensivo dell'anno    | Chip Banks, Linebacker, Cleveland        |